# Tata Güines
Tata Güines właściwie Federico Aristides Soto y Alejoà (ur. 30 czerwca 1930 w Güines, zm. 4 lutego 2008 na Hawanie), kubański muzyk. 
Sławę zdobył grając na kongach. Urodził się w biednej czarnej dzielnicy w mieście Güines, na wschód od Hawany. Zanim zarobił pieniądze na prawdziwy instrument, grał na bębnach własnoręcznie zrobionych z opakowań po sałatce i skondensowanym mleku. 
Występował z największymi gwiazdami kubańskiej sceny - Arsenio Rodríguezem, Chano Pozo, Bebo Valdesem czy Israelem "Cachao" Lopezem.
W 1957 roku Güines przeniósł się do Nowego Jorku, gdzie rozpoczął współpracę ze sławami jazzu, m.in. z Dizzym Gillespiem, Maynardem Fergusonem czy Milesem Davisem.
Choć podobała mu się sława, jaką zdobył w USA, nie mógł przyzwyczaić się do amerykańskiego stylu życia. W jednym z wywiadów wspominał, że najbardziej bolał go rasizm, niezwykle widoczny w USA w tamtych czasach.
Dlatego w 1959 roku Güines wrócił na Kubę. Parę miesięcy wcześniej władzę na wyspie zdobył Fidel Castro. Tata Güines początkowo wspierał nową władzę - przekazał im część pieniędzy, jakie zarobił grając w USA.
Przez lata popadał w zapomnienie. W 2004 roku przypomniał światu o sobie podczas koncertu z okazji rozdania latynoskich nagród Grammy. Wystąpił wówczas z pianistą Bebo Valdesem i hiszpańskim śpiewakiem flamenco Diego El Cigalą. Przygotowany przez nich program nosił tytuł "Lagrimas Negras" - "Czarne łzy". Przyczyną śmierci Taty Güinesa była infekcja nerek.